# Migran Arutyunyan
| \| Compétition \| Or \| Arg. \| Bro. \| \| Jeux olympiques \| 0 \| 0 \| 1 \| \| Championnats du monde \| 0 \| 1 \| 2 \| \| Championnats d'Europe \| 2 \| 4 \| 0 \| |    |      |      |
| Compétition | Or | Arg. | Bro. |
| Jeux olympiques | 0  | 0    | 1    |
| Championnats du monde | 0  | 1    | 2    |
| Championnats d'Europe | 2  | 4    | 0    |

Migran Arutyunyan, en arménien Միհրան Հարությունյան, né le 25 mars 1989, est un lutteur arménien. Il remporte une médaille d'argent en lutte gréco-romaine 66 kg aux Jeux olympiques d'été de 2016.